# Ormesson
Ormesson è un comune francese di 264 abitanti situato nel dipartimento di Senna e Marna nella regione dell'Île-de-France.

## Monumenti e luoghi d'interesse
Sito archeologico di Les Bossats, frequentato dai primi esseri umani moderni europei (EEMH - Early european modern humans) ininterrottamente dal paleolitico medio fino al solutreano medio, ovvero approssimativamente da 50 000 a 19 000anni dal presente.

## Società

### Evoluzione demografica
Abitanti censiti